# هادریک (اکلاهما)
هادریک(به انگلیسی: Headrick) شهری در ایالت اکلاهما کشور ایالات متحده آمریکا است که جمعیت آن در سرشماری سال ۲۰۱۰ میلادی، ۹۴ نفر بوده‌است.